# Дисилицид железа
Дисилицид железа — бинарное неорганическое соединение
железа и кремния с формулой FeSi2,
серые кристаллы,
не растворяется в воде.

## Получение
- Спекание стехиометрических количеств чистых веществ:

{\displaystyle {\mathsf {Fe+2Si\ {\xrightarrow {982^{o}C}}\ FeSi_{2}}}}

## Физические свойства
Дисилицид железа образует серые кристаллы нескольких модификаций:
- низкотемпературная (β-FeSi2) ромбической сингонии, пространственная группа C mca, параметры ячейки a = 0,98792 нм, b = 0,77991 нм, c = 0,78388 нм, Z = 4, существует при температуре ниже 982°С.
- высокотемпературная (ξ-FeSi2) тетрагональной сингонии, пространственная группа P 4/mmm, параметры ячейки a = 0,2683—0,9698 нм, c = 0,5127—0,5147 нм, β = 103,9°, Z = 1, существует при температуре выше 937°С, состав отличается от стехиометрического, обеднён железом.

Не растворяется в воде.

## Применение
- Входит в состав ферросилиция.